# Айтпасов, Дмитрий Васильевич
Дмитрий Васильевич Айтпасов (род. 1950) — алтайский советский рабочий совхоза, депутат Верховного Совета СССР.

## Биография
Родился в 1950 году. Алтаец. По состоянию на 1974 год — член ВЛКСМ. Образование среднее.
С 1968 года рабочий совхоза. В 1969—1972 годах служил в Советской Армии. С 1972 года рабочий совхоза «Амурский» Усть-Коксинского района Горно-Алтайской АО.
Депутат Совета Национальностей Верховного Совета СССР 9 созыва (1974—1989) от Усть-Канского избирательного округа № 709 Горно-Алтайской АО.